# Měsíček lékařský
Měsíček lékařský (Calendula officinalis) je léčivá rostlina původem z jihu Evropy a Orientu. Pěstuje se jako letnička, používaná pro výsadbu na záhony a k řezu květů.

## Popis
Je to bylina s bohatě větvenými lodyhami a podlouhlými listy, rostlina dosahuje výšky asi 70–80 cm. Kořen je vřetenovitý. Úbory květů jsou až 8 cm a mají žlutou nebo oranžovou barvu. Rostliny seříznuté po odkvětu asi 15 cm nad zemí znovu obrazí a vykvetou.
Rostlinám se daří v propustné hlinitopísčité půdě, dobře zásobené živinami, na slunném místě či v polostínu.

## Základní informace
Tato letnička vyžaduje slunné a prostorné místo, vyhovuje jí většina půd, ale ne příliš promáčená. Rozmnožuje se semeny 0,5–1 cm velkými, srpovitého tvaru. Možnost výsevu je na jaře i v létě. Kvete od jara až do pozdního podzimu, květenstvím je úbor. Sběr drogy – flos calendulae – nepravých okvětních lístků probíhá ve fázi rozevírání úborů, tedy v evropských podmínkách většinou nejdříve v červnu.

## Gastronomie
Mezi koření je řazen od starověku, byl a občas i je měsíčkem nahrazován drahý šafrán. Barvou je využíván při výrobě mnoha druhů potravin.